# Labomimus sarculus
Labomimus sarculus es una especie de escarabajo del género Labomimus, familia Staphylinidae. Fue descrita científicamente por Yin & Li en 2012.
Habita en China.